# BLU-109
La bombe BLU-109 est une bombe américaine anti-abris souterrains (dite Bunker buster) de 874 kg entrée en service en 1985. Il en existe une version JDAM dotée d'un kit de guidage GPS et elle peut aussi être doté des kits AASM de propulsion et guidage GPS/inertiel ou imageur infrarouge ou encore laser de Safran.
Elle peut détruire une cible à près de 7 mètres de profondeur. Elle a notamment été utilisée pendant la guerre du Kosovo en 1999 et durant la Seconde Guerre du Golfe en 2003 contre les bunkers de l'état-major irakien.
Des bombes BLU-109 pourraient également avoir été mises en oeuvre le 27 septembre 2024 à Beyrouth, lors du bombardement massif opéré par l'armée israélienne ayant conduit au décès de Hassan Nasrallah et d'une partie de l'état-major du Hezbollah.

## BLU-118
La BLU-118/B est une variante de la BLU-109, elle reprend exactement la même enveloppe mais elle contient du SFAE [solid fuel air explosive] un explosif solide à effet thermobarique. Cette version est destinée à la dévastation de tunnels, elle est disponible en 2001 pour une utilisation en Afghanistan,.

## Autre développement
En 2015, General Dynamics a lancé un développement de 7,2 millions de dollars d'une version appelée HAMMER, qui est destinée à détruire les substances chimiques et biologiques en répandant des dizaines de boules de feu cinétiques incendiaires (Kinetic Fireballs Incendiaries, KFI) (absence d'explosion) à l'intérieur d'un bunker. Les KFI sont issus du programme Small Business Innovation Research (en) (SBIR) d'Exquadrum, Inc. d'Adelanto, en Californie,.

## Matériel concurrent
ARESIA (ex-Rafaut) développe en France une bombe équivalente, la P1000, testée début 2025 par la DGA.